# 3Arena
3Arena, anteriormente conocido como The O2 (2008-2014), es un anfiteatro de 14 000 localidades ubicado en North Wall Quay, en los muelles de Dublín, Irlanda, inaugurado el 16 de diciembre de 2008. Fue levantado en el mismo lugar en el que se encontraba el Point Theatre (1988-2007), conservando parte de su fachada exterior. El recinto es propiedad conjunta de Live Nation y Harry Crosbie (Amphitheatre Ireland Limited), con Live Nation a cargo del programa de reservas y la gestión del recinto.
En 2011, fue la segunda sala de conciertos con mayor afluencia del mundo, en cuanto a venta de entradas, solo por detrás del O2 Arena de Londres. En 2012 fue nombrado como la quinta arena con mayor afluencia del mundo, con unas ventas de 670 000 entradas, por detrás del O2 Arena de Londres, el Manchester Arena, el Sportpaleis de Amberes y el Rod Laver Arena de Melbourne.

## Historia

### Point Theatre
El anfiteatro se construyó en el lugar que ocupaba el Point Theatre, un antiguo edificio de cocheras de ferrocarril reconvertido en sala de conciertos en los años 80, funcionando como tal entre 1988 y 2007. El edificio actual mantiene solo parte de la fachada exterior original. Hasta su reconversión, el Point Theatre, también conocido como el Point Depot o simplemente "The Point", contaba con un aforo de 8500 espectadores.
El Point Teatre era conocido por su configuración flexible de localidades: durante su transcurso sirvió no solo para muchas variedades distintas de conciertos de música, sino que también se convirtió en pista de hielo, sala de boxeo, sala de conferencias, centro de exhibición, ring de lucha, teatro, ópera y circo de tres pistas. Fue la sede del Festival de la Canción de Eurovisión en tres ocasiones (1994, 1995 y 1997) y también de los MTV Europe Music Awards 1999.

### Remodelación
Tras la clausura del Point Theatre, se llevó una gran remodelación en el lugar y el nuevo recinto fue renombrado tras la marca de telecomunicaciones O2, de forma similar al O2 Arena en Londres. O2 pagó una cantidad de dinero, y como parte del trato, los usuarios de la marca disponían de ventajas para acceder a los conciertos.
Cuando la marca O2 fue comprada por la empresa de telecomunicaciones rival 3 Ireland en 2014, el anfiteatro fue renombrado como 3Arena.

## Estructura y diseño
El anfiteatro tiene capacidad para más de 14 000 espectadores (de pie) o 9500 (sentados). Cuenta con asientos no fijos que se pueden retirar para crear espacio para 8000 personas de pie en frente del escenario, junto al resto del aforo. La localidad más lejana está a 60 metros del escenario, 20 metros más cerca que en el anterior Point Theatre. Esto se consiguió colocando las gradas alrededor del escenario en forma semicircular, lo cual los arquitectos equiparan con el Coliseo de Roma. No hay cabinas corporativas dentro del recinto. El área tras el escenario tiene un espacio considerable para descarga de camiones.
Se trata del mayor recinto cubierto del país. Antes de su remodelación, la capacidad del Point Theatre era de 6300 sentados u 8500 de pie.